# Semora
Semora là một chi nhện trong họ Salticidae.